# Sulyomi-Schulmann Adolf
Sulyomi-Schulmann Adolf (Oravicabánya, 1883. december 22. — Budapest, 1942. október 26.) magyar gyógypedagógus, a modern, komplex logopédiai kezelés egyik úttörője Magyarországon.

## Életútja
Temesvárott (1902-ben) elemi iskolai tanításra, Budapesten (1906-ban) gyógypedagógiai oktatásra képesítő oklevelet szerzett. Már korábban Németországban házitanítóként működött és gyógypedagógiai intézményeket tanulmányozott (Berlinben, Halléban, Lipcsében és másutt). Gyakorlóévét (1905) a siketek ungvári intézetében töltötte, pályakezdőként is ott tanított, majd igazgató lett 1915-től.
1920-ban Ungvárról kiutasították, ezután tanári és igazgatóhelyettesi beosztásban a siketek budapesti intézetében dolgozott (1920-1925), majd a budapesti Hibás Beszédűek Állami Intézetének igazgatója 1942-ig. Egyidejűleg tanított a Gyógypedagógiai Tanárképző Főiskolán is. Alapító tagja volt a Magyar Gyógypedagógiai Társaságnak és a Magyar Írástanulmányi Társaságnak. Szerkesztette a Siketnémák és Vakok Oktatásügye című folyóiratot (1924-1929). Sarbó Artúrt tekintette mesterének, munkatársa volt Szondi Lipótnak, akinek Gyógypedagógiai Kórtani és Gyógytani Laboratóriumában a dadogás és a rhinolalia aperta örökléstani kutatásában vett részt. Munkássága mind a hallássérültek, mind a beszédben akadályozottak gyógyító pedagógiájában maradandó.
A hallássérültek számára a beszédtanítást és a „szülőházi iskola” (az iskoláskor előtti szakszerű nevelés a családban) meghonosítását javasolta, és figyelmeztetett a beszédet kísérő „akció” és „mimika” tudatosabb felhasználását a beszédtanításban. A logopédiai folyamatban a „pedagógiai pszichoterápia” alkalmazását nélkülözhetetlennek tartotta. Értékes és gazdag magyar és német nyelvű szakirodalmat hagyott hátra.

## Főbb munkái
- A beszédhibások és a beszéd gyógypedagógiai védelme. Magyar Gyógypedagógia, 1926. 7-10. 161-170.;
- A hibás beszédűek írása gyógypedagógiai szempontból. Emberismeret, 1934. 1. 51-56.;
- A beszédhibák elhárítása, különös tekintettel a dadogásra. (Beszédgyógytani dolgozatok.) Kalocsa, 1935.;
- A farkastorok okozta beszédzavar és javításának módja. Budapest, 1936.;
- A dadogás javításmódja gyógypedagógiai szempontból. (Irányító elvek, felfogások és gyakorlatok.) Vác, 1937.;
- A hibás beszédűek alkatelemzésének kérdéséhez. Magyar Gyógyped. Tanárok Közl., 1939. 7. 262-270.;
- A rhinolalia aperta gyógypedagógiája. Magyar Gyógyped. Tanárok Közl., 1940. 10. 186-197.;
- Pedagógiai psychoterápia. Magyar Gyógypedagógiai Tanárok Közl., 1942. 9. 173-179.